# 納夫普利亞之圍
納夫普利亞之圍（1715年7月12日-20日）是第七次鄂圖曼–威尼斯戰爭的一部分，由鄂圖曼帝國圍攻隸屬威尼斯的摩里亞王國首都納夫普利亞。
儘管納夫普利亞的防禦工事十分堅固，威尼斯人建造的帕拉米蒂城堡進一步加強之，但鄂圖曼在通過法國上校拉薩爾的叛國援助下，還是克服了這些堡壘。鄂圖曼帝國於7月20日引爆地道並席捲帕拉米蒂城堡，因而讓威尼斯守軍驚慌失措地撤退，導致納夫普利翁衛城和周邊地區迅速淪陷，當地駐軍與平民不是被殺就是被當囚犯帶走。納夫普利亞的陷落標示著威尼斯抵抗鄂圖曼對摩里亞的反攻以失敗告終，剩餘的抵抗一直延續至9月7日為止。

## 註腳
1. 1 2 3  Chasiotis 1975，第42頁.
2. ↑  Setton 1991，第339, 430–431頁.
3. ↑  Finlay 1856，第270–271頁.
4. ↑  Chasiotis 1975，第42–43頁.